# Râul Isnovăț
Râul Isnovăț este un curs de apă din România, afluent al râului Prut. Este un curs de apă nepermanent, fiind în general sec în perioadele de vară

## Hărți
- Harta județului Botoșani